# The Byrds
The Byrds sono stati un gruppo musicale statunitense, attivo dal 1964 al 1973. Raggiunsero presto una certa notorietà grazie soprattutto alla cover di un brano di Bob Dylan, Mr Tambourine Man, che contribuì in maniera significativa alla nascita e alla divulgazione del folk rock. Caratteristica fondamentale del loro sound fu il pionieristico utilizzo della chitarra Rickenbacker a 12 corde, denominato jingle-jangle.
La band abbracciò anche altri generi musicali come il rock psichedelico e il country rock, arrivando anche a coniare nuovi stili, come il raga rock (il rock influenzato dalle armonie indiane) o lo space rock.
I membri del gruppo nel corso degli anni hanno poi avuto successo anche come solisti o in altre band.
Nel 1991 sono stati introdotti nella Rock and Roll Hall of Fame. La rivista Rolling Stone li ha classificati al 45º posto tra i cento migliori artisti rock di sempre.

## Storia del gruppo

### I primi anni
Il gruppo nacque originariamente come trio con il nome di "Jet Set", fondato da Jim McGuinn – che nel 1966 adottò il nome di Roger McGuinn (chitarra Rickenbacker a 12 corde e voce) - dal cantante e chitarrista David Crosby e dal cantante polistrumentista Gene Clark (autore di molti brani, voce, chitarra, tamburello e percussioni); successivamente venne cambiato il nome e si aggiunsero altri due membri: Chris Hillman (basso, chitarra, mandolino) e Michael Clarke (batteria, percussioni).
Mossero i primi passi suonando in piccoli locali della costa occidentale degli Stati Uniti, in particolare il Da Ciro's a Hollywood, raggiungendo presto una certa notorietà e suonando come gruppo spalla prima di concerti di Judy Collins e Bobby Darin; le loro prime incisioni, poco più che nastri demo, avvennero nel 1964 negli World Pacific Studios, e molto del materiale registrato durante quelle sessioni verrà pubblicato solo nel 1969 nell'album compilation Preflyte.

### Il successo conMr. Tambourine ManeTurn! Turn! Turn!

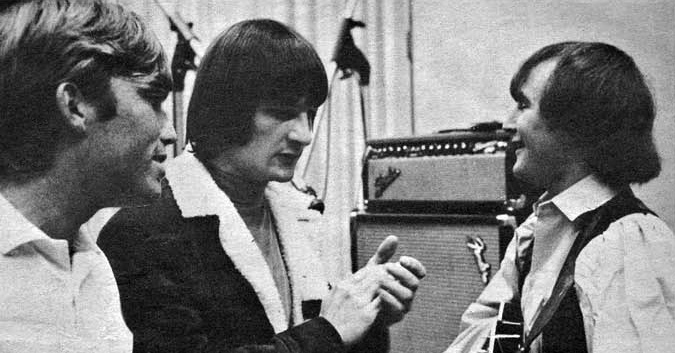
Il produttore Terry Melcher (a sinistra) in studio con Gene Clark (centro) e David Crosby (destra). Melcher volle utilizzare dei turnisti per suonare nel singolo Mr. Tambourine Man perché riteneva che i Byrds non fossero ancora musicalmente maturi.

Dopo lo sfolgorante successo ottenuto nel 1965 con il singolo Mr. Tambourine Man (versione in chiave rock di una canzone di Bob Dylan, per la quale vennero utilizzati dei session men), contenuto nell'omonimo album, venne pubblicato nel dicembre 1965 il secondo album, Turn! Turn! Turn!, la cui title track era una cover di un brano di Pete Seeger, con un testo tratto dai versetti contenuti in Ecclesiaste 3,1-8 (versione Bibbia di Re Giacomo), uno dei libri sapienziali maggiormente conosciuti.
Dopo Mr. Tambourine Man, realizzarono altre cover di brani di Dylan come All I Really Want to Do, Chimes of Freedom, My Back Pages, Spanish Harlem Incident, The Times They Are A-Changin' ed altri.
Sebbene McGuinn fosse ampiamente considerato il leader del gruppo già in questo primo periodo, la band in realtà aveva diversi frontmen, con McGuinn, Clark e in seguito Crosby e Hillman che si alternavano alla voce solista in egual misura. Nonostante la vertiginosa serie di cambi di formazione che il gruppo ha subito negli anni successivi, questa mancanza di un cantante fisso rimase un tratto stilistico nella musica dei Byrds. Ulteriore aspetto distintivo dell'immagine del gruppo era la loro aria di distacco, con i membri della band che si presentavano senza sorridere quasi mai, sia sul palco che davanti alle telecamere. Questo atteggiamento insofferente naturale fu aggravato dalle grandi quantità di marijuana che i membri dei Byrds fumavano, con conseguenti esibizioni dal vivo lunatiche ed irregolari sul palco. In effetti, la stampa musicale contemporanea è estremamente critica nei confronti delle capacità musicali dei Byrds dal vivo durante la metà degli anni '60, complice una reazione dei media britannici che fu particolarmente feroce durante il tour della band in Inghilterra dell'agosto 1965.
Durante la lavorazione del terzo album, Fifth Dimension, Gene Clark, fino a quel momento il compositore più prolifico del gruppo, decide di lasciare la band per intraprendere la carriera solista.

### Il "raga rock" e la musica psichedelica

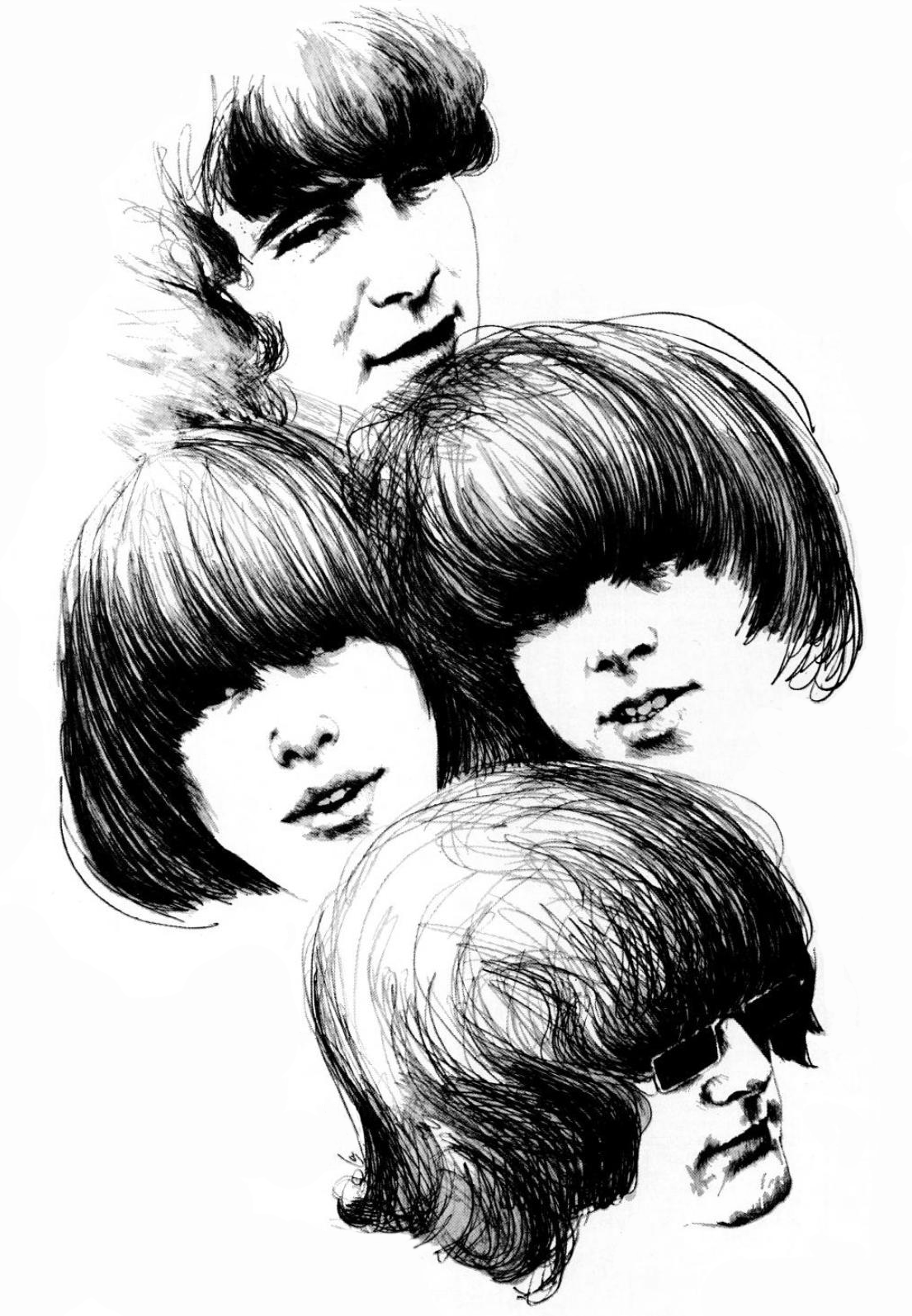
I Byrds in un'illustrazione pubblicitaria per il singolo Have You Seen Her Face nel 1967.

Per loro furono coniate varie etichette: ad esempio, quella di ideatori del raga-rock, il "rock orientaleggiante", il cui suono era prodotto specialmente dalla chitarra modello Rickenbacker a dodici corde elettrificata suonata come fosse un sitar dal leader del gruppo Roger McGuinn. Sull'onda delle esperienze psichedeliche seguirono altri album: Fifth Dimension, Younger Than Yesterday e The Notorious Byrd Brothers.
Brano esemplare di questo mutamento stilistico fu Eight Miles High, incluso nell'album Fifth Dimension del 1966. La canzone rappresentò un balzo in avanti creativo per la band e viene spesso considerata la prima composizione di rock psichedelico a tutto tondo, sebbene altri artisti contemporanei, come Donovan, Beatles e Yardbirds, stessero esplorando un territorio musicale simile. Fu inoltre fondamentale nel trasmutare il folk rock nelle nuove forme musicali della psichedelia e del raga rock. Sebbene scritta principalmente da Gene Clark nel novembre 1965, mentre i Byrds erano in tournée negli Stati Uniti, Eight Miles High nacque dall'intenzione di McGuinn di emulare con la chitarra il suono free jazz del sassofono di John Coltrane, e nello specifico, la composizione India inclusa nel suo album Impressions. Il pezzo mostra anche l'influenza della musica classica indiana di Ravi Shankar nella qualità del ronzio della melodia vocale e nel modo di suonare la chitarra di McGuinn. Nonostante i meriti artistici, Eight Miles High fu bandita dalle radio negli Stati Uniti in quanto il testo fu considerato un inno alle droghe. La band e il proprio management negarono strenuamente queste accuse, affermando che il testo della canzone descriveva in realtà un volo in aereo per Londra e il successivo tour di concerti della band in Inghilterra.
Pubblicato il 6 febbraio 1967, Younger Than Yesterday, quarto album dei Byrds, risultò ancora più variegato rispetto al precedente Fifth Dimension e mostra una sapiente miscela da parte della band di influenze psichedeliche, folk rock e country & western. Anche se ricevette recensioni generalmente positive alla sua pubblicazione, il disco fu una parziale delusione dal punto di vista commerciale, raggiungendo la posizione numero 24 in classifica negli Stati Uniti e la numero 37 nel Regno Unito. Con il trasferimento di Allen Stanton dalla Columbia Records alla A&M, per Younger Than Yesterday la band scelse come produttore Gary Usher. Usher, che aveva una vasta esperienza e un amore per la sperimentazione in studio, si sarebbe rivelato prezioso per i Byrds nella loro fase più creativamente avventurosa. La prima traccia ad essere registrata per l'album fu la composizione di McGuinn e Hillman So You Want to Be a Rock 'n' Roll Star, una presa in giro satirica e pesantemente sarcastica della natura artificiale di gruppi come i Monkees. La canzone include la partecipazione del musicista sudafricano Hugh Masekela alla tromba.

### Allontanamento di David Crosby (1967–1968)
Mentre la band era al lavoro su The Notorious Byrd Brothers alla fine del 1967, si accrebbero le tensioni tra i membri del gruppo, che alla fine risultarono nell'abbandono di Crosby e Clarke. McGuinn e Hillman erano sempre più irritati da quello che loro consideravano come crescente egocentrismo da parte di David Crosby che, secondo loro, stava cercando di dettare la direzione musicale della band. In aggiunta, durante l'esibizione dei Byrds al Monterey Pop Festival il 17 giugno 1967, Crosby si era prodigato in lunghe disquisizioni tra una canzone e l'altra, facendo dichiarazioni su argomenti controversi come l'assassinio di John F. Kennedy e i benefici della somministrazione di LSD a "tutti gli statisti e politici del mondo", con intenso fastidio ed imbarazzo da parte degli altri membri del gruppo. Egli risultò ulteriormente irritante per gli altri quando decise di esibirsi insieme al gruppo rivale dei Buffalo Springfield a Monterey, sostituendo l'ex-membro Neil Young. La sua reputazione tra i compagni di band calò ancora di più a causa del fallimento commerciale del singolo Lady Friend, scritto dal solo Crosby.
Le tensioni esplosero definitivamente nell'agosto 1967, durante le sessioni in studio per l'album The Notorious Byrd Brothers, quando Michael Clarke abbandonò le sedute per dissidi artistici circa il materiale che la band stava registrando. Quindi, in settembre, Crosby rifiutò di partecipare all'incisione del brano Goin' Back di Gerry Goffin & Carole King, considerandolo inferiore alla sua composizione Triad, un brano controverso circa un ménage à trois che era in diretta competizione per un posto sull'album. Crosby pensava che la band avrebbe dovuto incidere materiale originale scritto da loro, e non cover di brani di altri artisti. Alla fine, diede Triad ai Jefferson Airplane, che inclusero la traccia nel loro album Crown of Creation del 1968.
Quando la situazione si fece insostenibile nell'ottobre 1967, McGuinn e Hillman si recarono a casa di Crosby e lo licenziarono, dichiarando che i Byrds avrebbero tratto vantaggio dal suo allontanamento.

### Il country-rock:Sweetheart of the Rodeo

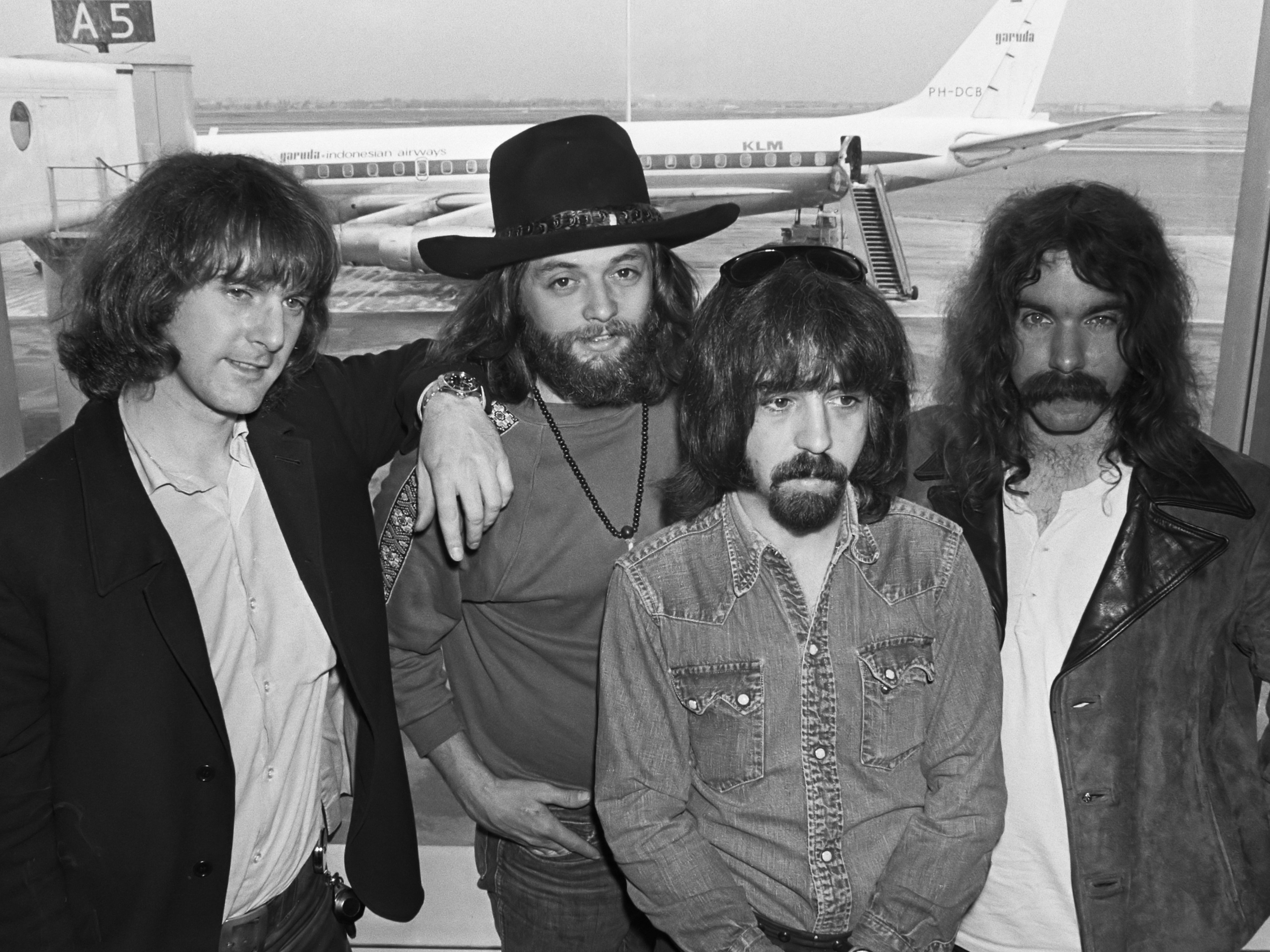
I Byrds nel 1970. Da sinistra a destra: Roger McGuinn, Skip Battin, Clarence White, Gene Parsons

Sono stati tra i fondatori del country-rock, soprattutto con l'album Sweetheart of the Rodeo (con l'apporto di Gram Parsons entrato in formazione solo per quest'album) e i due successivi Dr. Byrds & Mr. Hyde e Ballad of Easy Rider, ispirato alle vicende del film Easy Rider di Dennis Hopper. Tuttavia, il drastico cambio stilistico dalla psichedelia al country & western rappresentato da Sweetheart of the Rodeo causò ai Byrds l'alienamento di gran parte del pubblico della controcultura degli anni sessanta, mentre allo stesso tempo, l'ostilità della scena country ultra-conservatrice di Nashville non facilitò il successo della band in patria.

#### Gram Parsons

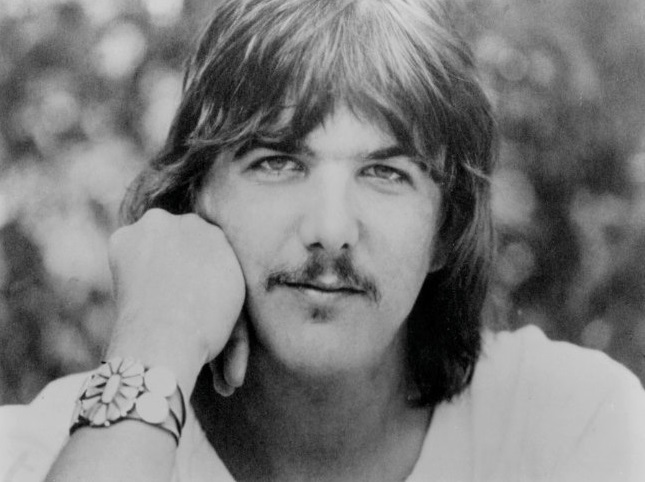
Gram Parsons nel 1972

Fin dal suo arrivo nella band nel 1968, Gram Parsons (voce, chitarra e tastiere) cominciò ad imporre la propria agenda musicale in cui intendeva sposare il suo amore per la musica country & western con la passione della cultura giovanile per il rock e, così facendo, rendere la musica country alla moda per un pubblico giovane. Trovò uno spirito affine in Hillman, che aveva suonato il mandolino in varie band bluegrass prima di entrare nei Byrds. In aggiunta, Hillman aveva anche persuaso i Byrds ad incorporare sottili influenze country nella loro musica in passato, a cominciare dalla canzone Satisfied Mind nell'album Turn! Turn! Turn!. Sebbene McGuinn avesse qualche perplessità circa l'introduzione di nuove direzioni stilistiche, Parsons lo convinse alla svolta country in modo da espandere teoricamente il bacino di utenza in calo del gruppo.
Il 9 marzo 1968 i Byrds si recarono negli studi della Columbia a Nashville per cominciare le sessioni di registrazione dell'album Sweetheart of the Rodeo. Mentre si trovavano a Nashville, i membri della band si esibirono inoltre al Grand Ole Opry il 15 marzo 1968. Essendo il primo gruppo musicale di "capelloni hippie" ad esibirsi nella "venerabile cattedrale del country", la band fu accolta da fischi, motteggi e ostilità da parte del pubblico conservatore dell'Opry.
Al ritorno da Nashville, Parsons tentò di ampliare la propria sfera di controllo sul gruppo facendo pressioni su McGuinn per reclutare JayDee Maness o Sneaky Pete Kleinow nella band. Quando McGuinn rifiutò, Parsons chiese allora un aumento di stipendio e che il gruppo fosse indicato come "Gram Parsons & The Byrds" nei crediti dell'album in uscita. Alla fine, le pretese di Parsons causarono dissidi all'interno del gruppo, con McGuinn che sentiva in pericolo la sua posizione di leader. Inoltre, durante la post-produzione di Sweetheart of the Rodeo, la presenza alla voce di Parsons in alcune tracce fu contestata dall'impresario musicale Lee Hazlewood, che affermava come il cantante fosse ancora sotto contratto con la sua etichetta LHI Records, creando così complicazioni legali alla Columbia Records. Come risultato, McGuinn e Hillman sostituirono la voce solista di Parsons nelle canzoni You Don't Miss Your Water, The Christian Life e One Hundred Years from Now per evitare beghe giudiziarie.
Poco tempo prima della partenza della band per una tournée in Sudafrica, Parsons lasciò i Byrds con la motivazione che non voleva suonare in una nazione dove era in vigore la segregazione razziale (l'apartheid durò fino al 1994 in Sudafrica). Hillman mise in dubbio la sincerità del gesto di Parsons, credendo che il cantante avesse effettivamente lasciato la band per rimanere in Inghilterra con Mick Jagger e Keith Richards dei Rolling Stones, con i quali aveva stretto amicizia di recente (specialmente con Richards).

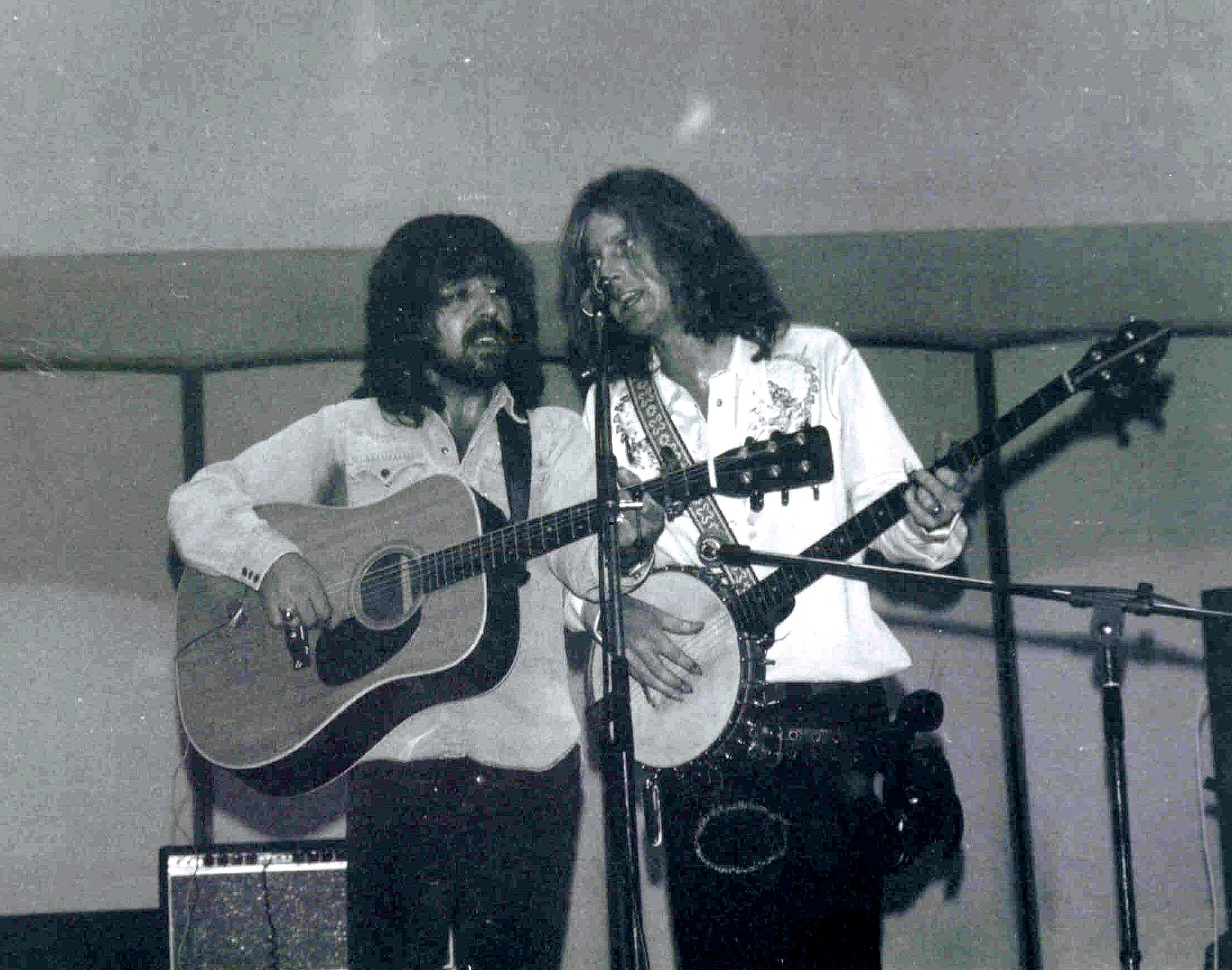
Clarence White e Roger McGuinn nel 1972.

### Cambi di formazione e(Untitled)
Questi i gruppi derivati dall'originale formazione dei Byrds. Talvolta si tratta di semplici duo o trio. La data si riferisce alla pubblicazione del primo disco:
- The Flying Burrito Brothers, 1968 (Gram Parsons, Chris Hillman, Chris Ethridge, Pete Kleinow, Jon Corneal, Eddie Hoh, Sam Goldstein e Popeye Philips)
- Dillard & Clark, 1968 (Doug Dillard e Gene Clark)
- Crosby, Stills, Nash & Young, 1969 (David Crosby, Stephen Stills, Graham Nash e Neil Young)
- Manassas, 1972 (Stephen Stills, Chris Hillman, Paul Harris, Joe Lala, Dallas Taylor, Al Perkins e Fuzzy Samuels)
- Souther, Hillman & Furay Band, 1974 (John David Souther, Chris Hillman, Richie Furay, Paul Harris, Al Perkins, Jim Gordon e Joe Lala)
- Firefall, 1976 (Rick Roberts, Michael Clarke, Mark Andes, Larry Burnett, David Muse e Jock Bartley)
- McGuinn & Thunderbyrd, 1976 (Roger McGuinn, James Q. Smith, Bruce Barlow, Lance Dickerson; poi, Rick Vito, Greg Thomas)
- McGuinn, Clark & Hillman, 1977 (Roger McGuinn, Gene Clark e Chris Hillman)
- Ever Call Ready, 1984 (Chris Hillman, Bernie Leadon, Al Perkins, David Mansfield e Jerry Scheff)
- CRY, 1985 (Gene Clark, Patrick Gerald Robinson, John York)
- The Desert Rose Band, 1987 (Chris Hillman, Herb Pedersen, Jay Dee Maness, John Jorgenson, Bill Bryson e Steve Duncan)
- Gene Clark & Carla Olson, 1987
- Chris Hillman & Herb Pedersen, 1996
- CPR, 1998 (David Crosby, James Raymond e Jeff Pevar)
- Rice, Rice, Hillman & Pedersen, 1999 (Chris Hillman, Herb Pedersen, Larry Rice e Tony Rice)

Dopo l'abbandono del gruppo da parte di Gram Parsons, McGuinn e Hillman decisero di reclutare il noto session man Clarence White (chitarra solista) come membro a tempo pieno della band nel luglio 1968. White, che aveva collaborato con i Byrds come turnista fin da Younger Than Yesterday del 1967, fu scelto dietro suggerimento di Hillman che voleva qualcuno in grado di gestire il vecchio repertorio rock della band e anche il nuovo materiale orientato al country. Poco tempo dopo la sua introduzione nella band, White iniziò a esprimere insoddisfazione verso il batterista Kevin Kelley e presto persuase McGuinn e Hillman a sostituirlo con Gene Parsons (voce, batteria e banjo; nessuna parentela con Gram), con il quale White aveva già suonato nella band country rock Nashville West. Successivamente subentrò nella formazione Skip Battin (voce e basso).
Nel settembre 1970 viene pubblicato il doppio album (Untitled), metà in studio e metà dal vivo, accolto da recensioni positive e buone vendite, con vari critici che lo definirono un ritorno in piena forma della band. Raggiungendo la posizione numero 40 nella classifica Billboard Top LPs e la numero 11 in Gran Bretagna, l'album continuò la striscia di successo e rinnovata popolarità cominciata con Ballad of Easy Rider. La metà dal vivo di (Untitled) include sia materiale nuovo sia nuove versioni di precedenti hit, come Mr. Tambourine Man, So You Want to Be a Rock 'n' Roll Star e una versione lunga 16 minuti di Eight Miles High, che occupa una facciata intera dell'LP originale.

### Declino commerciale

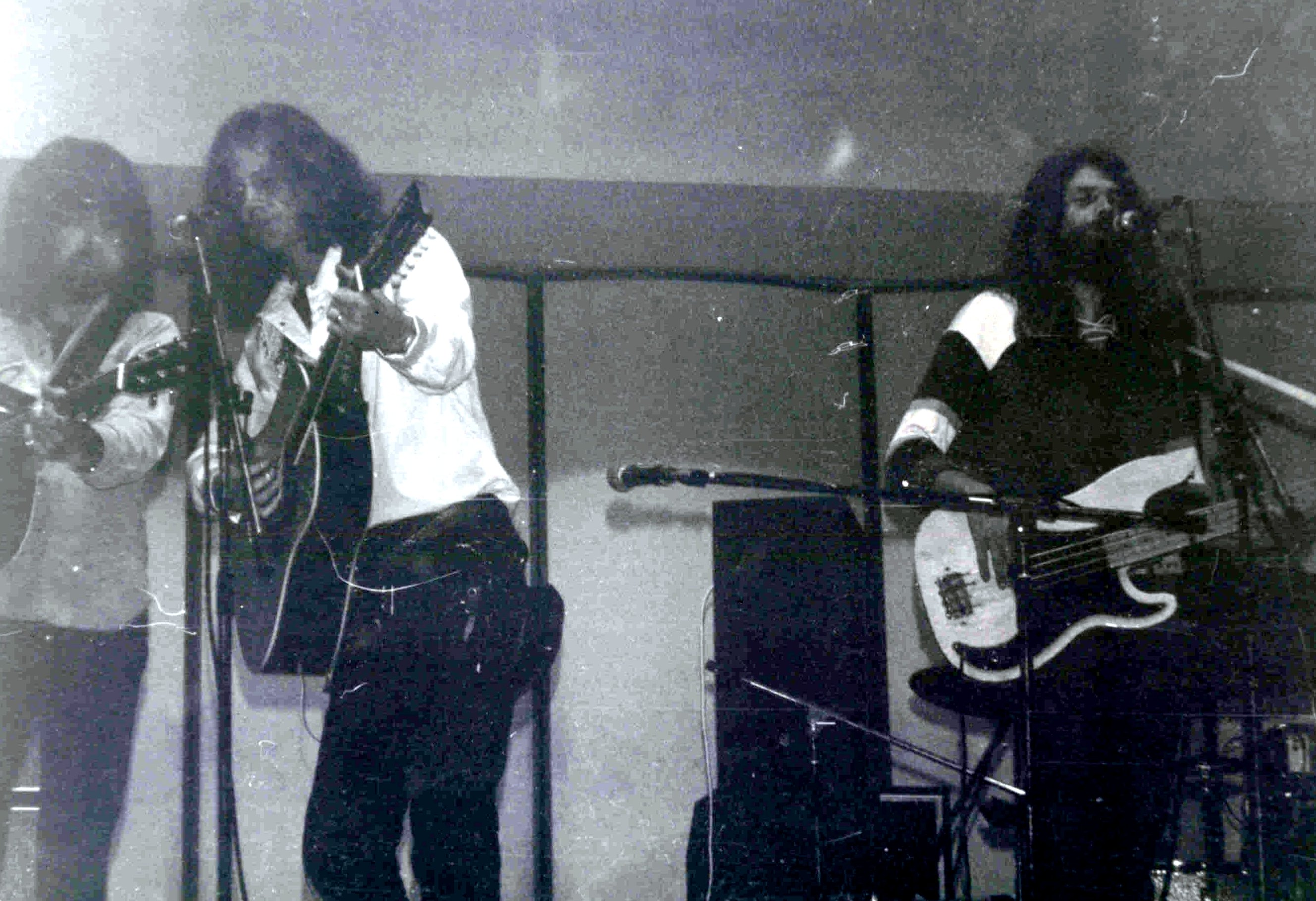
I Byrds sul palco nel 1972

I Byrds tornarono a registrare in studio sporadicamente tra l'ottobre 1970 e i primi di marzo 1971, per completare il prossimo album del gruppo, Byrdmaniax, pubblicato nel giugno 1971. Sfortunatamente, il ritmo estenuante del programma dei tour della band all'epoca significò che non erano completamente preparati per le sessioni e gran parte del materiale che registravano era solo abbozzato. Al termine delle sessioni di registrazione dell'album, i Byrds partirono per un altro tour, lasciando il produttore Terry Melcher e l'ingegnere del suono Chris Hinshaw a terminare il missaggio audio del disco in loro assenza. Melcher e Hinshaw decisero di aggiungere pesanti orchestrazioni con arrangiamenti di archi e strumenti a fiato per "rinforzare" il materiale, presumibilmente senza il consenso della band. Il batterista Gene Parsons ricordò in un'intervista del 1997 che quando i membri del gruppo sentirono le aggiunte fatte da Melcher, chiesero l'immediata rimozione dell'orchestrazione, ma la Columbia Records rifiutò, citando restrizioni di budget. Quando Byrdmaniax fu pubblicato in questa veste, fu accolto negativamente dalla critica e contribuì molto a minare la ritrovata popolarità di cui i Byrds avevano goduto sin dalla pubblicazione di Ballad of Easy Rider. Particolarmente critico fu il giudizio della stampa musicale statunitense che stroncò il disco, con la recensione dell'agosto 1971 di Rolling Stone che liquidò l'album definendolo un "incremento di pus".

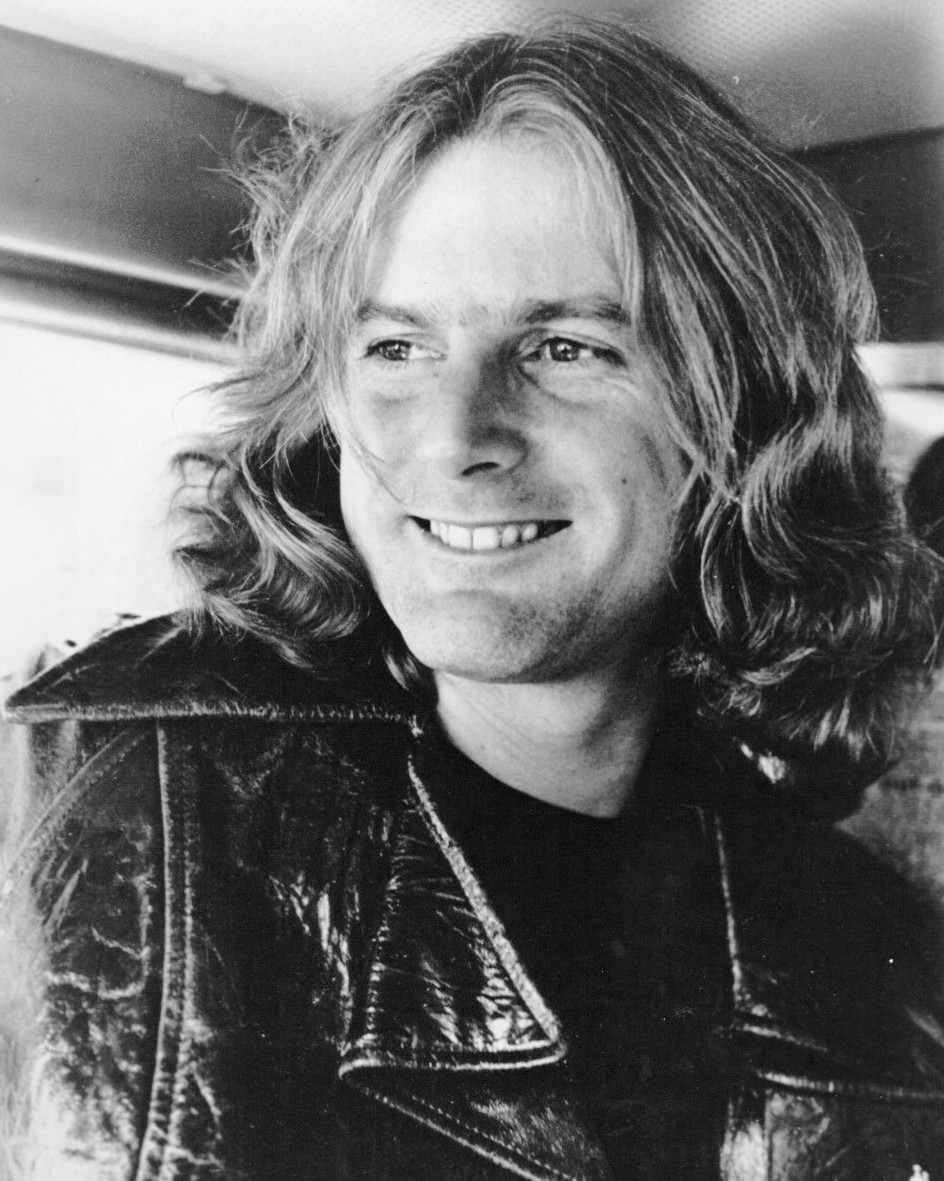
Roger McGuinn nel 1976

Il 17 novembre 1971, meno di cinque mesi dopo l'uscita di Byrdmaniax, i Byrds pubblicarono il loro undicesimo album in studio, intitolato Farther Along. L'opera venne accolta leggermente meglio, ma raggiunse solo la posizione numero 152 nella classifica Billboard Top LPs, e non entrò nemmeno in classifica nel Regno Unito.
Dopo la pubblicazione di Farther Along, i Byrds continuarono a girare in tour per tutto il 1972, ma senza pubblicare nulla di nuovo. Nel luglio dello stesso anno, Gene Parsons fu licenziato dal gruppo da McGuinn, insoddisfatto del suo modo di suonare la batteria.
Parsons fu sostituito da John Guerin, che rimase con i Byrds fino al gennaio 1973, ma non fu mai riconosciuto come membro ufficiale della band. Dopo uno show del 10 febbraio 1973 a Ithaca, New York, anche Skip Battin venne licenziato da McGuinn.
Cinque mesi dopo, il chitarrista Clarence White restò ucciso in un incidente stradale nelle prime ore del 15 luglio 1973, venendo investito da un guidatore ubriaco mentre stava caricando l'equipaggiamento nel furgone dopo un concerto a Palmdale, California.

### Reunion dei membri originali e fine
I cinque membri originali dei Byrds si riunirono brevemente alla fine del 1972. Ipotesi di una reunion c'erano già stati nel 1971, ma quando il fondatore della Asylum Records, David Geffen, offrì ingenti somme di denaro a ciascuno dei membri originali della band per incidere un nuovo album e firmare per la sua etichetta, il progetto si concretizzò. La reunion si svolse all'inizio di ottobre 1972, iniziando con una prova a casa di McGuinn, dove il gruppo cominciò a selezionare materiale adatto per un nuovo album. I cinque Byrds originali prenotarono lo studio 3 dei Wally Heider Studios di Hollywood dal 16 ottobre al 15 novembre 1972, registrando il loro primo album insieme in sette anni.

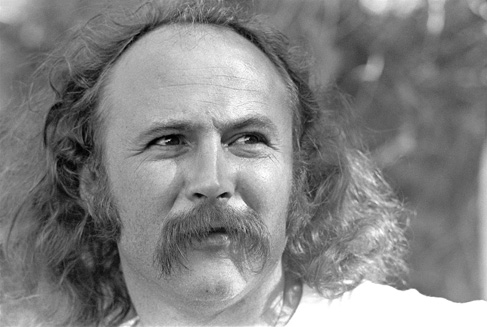
David Crosby nel 1976

L'album della reunion, intitolato semplicemente Byrds, fu pubblicato il 7 marzo 1973, ma ebbe riscontri contrastanti. Come risultato, furono scartati piani di un tour in supporto al disco. Tuttavia, l'album raggiunse la posizione numero 20 nella Billboard Top LPs & Tapes e la numero 31 in Gran Bretagna, miglior risultato in classifica dei Byrds fin dai tempi di Turn! Turn! Turn! del 1965. Le critiche negative piovute su Byrds da parte della stampa musicale fecero perdere fiducia alla band nell'idea di proseguire la carriera.
Dissapori e incomprensioni – specialmente tra Roger McGuinn e David Crosby – e la presunta paura di volare da parte di Gene Clark hanno fatto sì che i Byrds si smembrassero ben presto in più organici musicali, dando vita a gruppi differenti rispetto a quello iniziale (come ad esempio Flying Burrito Brothers, Crosby, Stills, Nash & Young e Dillard & Clark, duo nato dopo lo scioglimento della Doug Dillard Band, e Manassas di Stephen Stills).
Dopo essere rimasto per qualche tempo nelle mani di Roger McGuinn, il nome Byrds è infine passato, dopo una lunga vertenza giudiziaria, nelle mani di Michael Clarke, uno dei co-fondatori, e infine al trio McGuinn, Crosby & Hillman.

### There Is a Seasone gli anni successivi
Nell'autunno del 2006 l'etichetta discografica Columbia Records ha pubblicato per la serie Legacy un album composto da quattro CD ed un DVD, There Is a Season (frase che compare in un verso della loro canzone Turn! Turn! Turn!), che racchiude l'intera loro storia musicale, dagli esordi nei primi anni sessanta come "Jet Set" e poi come "Beefeaters" e fino alle reunion degli anni novanta, spesso avvenute tuttavia con formazioni rimaneggiate rispetto all'organico originale.
I brani inclusi nei CD sono novantanove e comprendono cinque inediti da esibizioni in concerto.
Nella primavera del 2008 in casa di Roger McGuinn venne ritrovata la registrazione del concerto che i Byrds tennero nel 1971 alla Royal Albert Hall di Londra. Sul palco, in quella circostanza, suonavano oltre a McGuinn i chitarristi Clarence White, Skip Battin e il batterista Gene Parsons. I nastri, riposti in uno scatolone e quindi dimenticati per anni, vennero affidati da McGuinn a Bob Irwin dell'etichetta Sundazed che li pubblicò in formato CD nel giugno dello stesso anno dopo averli rimasterizzati.

## Stile musicale
Sotto il profilo tecnico, i Byrds si richiamano alla tradizione americana dei “gruppi vocali” degli anni quaranta, tradizione rivisitata attraverso il richiamo alle strutture armoniche dei californiani Beach Boys e all'ingegnosità melodica dei Beatles, gruppo quest'ultimo che a metà degli anni sessanta era la punta di diamante del fenomeno della British invasion. In questa operazione furono aiutati dalle esperienze musicali di David Crosby e Gene Clark, precedentemente protagonisti della scena acustica folk pop.
Le influenze che ne determinarono lo stile provengono anche dall'assunzione in chiave rock di Bob Dylan, ed è proprio una cover del cantautore, Mr Tambourine Man, a segnare la nascita del folk rock, genere musicale che fu il tratto distintivo costante della formazione. Ma i Byrds seppero essere eclettici spaziando di volta in volta fra gli stili più vari: ripresero il bluegrass, il folk e il country tradizionali eseguendoli con l'ausilio di chitarre elettriche; recuperarono da Pete Seeger Turn! Turn! Turn! portando il motivo al trionfo; esplorarono in The Notorious Byrd Brothers una miscela di folk e sperimentazione elettronica, furono precursori dell'acid rock e con il brano Eight Miles High del rock psichedelico, nel brano Mind Gardens si misurarono con il raga rock, percorsero impasti jazz e sonorità caraibiche in So You Want to Be a Rock 'n' Roll Star; e il loro Sweetheart of the Rodeo è considerato l'atto di nascita del genere country rock. In questa ricerca molto ha giocato il ruolo di Roger McGuinn, chitarrista che con il suo strumento a dodici corde ha saputo muoversi con versatilità fra pop e folk, fra jazz e country fino all'acid rock.

## Formazioni
| (1964-1966) | - Gene Clark - chitarra, tamburello, armonica e voce - Roger McGuinn - chitarra, banjo e voce - David Crosby - chitarra, voce - Chris Hillman - basso, voce - Michael Clarke - batteria, voce |
| (1966-1967) | - Roger McGuinn - chitarra, banjo e voce - David Crosby - chitarra, voce - Chris Hillman - basso, voce - Michael Clarke - batteria, voce                                                      |
| (1967)      | - Gene Clark - chitarra, armonica e voce - Roger McGuinn - chitarra, voce - Chris Hillman - basso, voce - Michael Clarke - batteria, voce                                                     |
| (1967-1968) | - Roger McGuinn - chitarra, banjo e voce - Chris Hillman - basso, chitarra, mandolino e voce - Michael Clarke - batteria e voce                                                               |
| (1968)      | - Roger McGuinn - chitarra, voce - Chris Hillman - basso, voce - Kevin Kelley - batteria |
| (1968)      | - Gram Parsons - chitarra, piano, voce - Roger McGuinn - chitarra, voce - Chris Hillman - basso, voce - Kevin Kelley - batteria                                                               |
| (1968)      | - Roger McGuinn - chitarra, voce - Chris Hillman - basso, voce - Clarence White - chitarra, voce - Gene Parsons - batteria                                                                    |
| (1968-1969) | - Roger McGuinn - chitarra, voce - Clarence White - chitarra, voce - John York - basso, voce - Gene Parsons - batteria                                                                        |
| (1969-1972) | - Roger McGuinn - chitarra, voce - Clarence White - chitarra, voce - Skip Battin - basso, voce - Gene Parsons - batteria, banjo e voce                                                        |
| (1972-1973) | - Roger McGuinn - chitarra, voce - Clarence White - chitarra, voce - Skip Battin - basso, voce - John Guerin - batteria                                                                       |
| (1973)      | - Roger McGuinn - chitarra, voce - Clarence White - chitarra, voce - Chris Hillman - basso, voce - Joe Lala - batteria                                                                        |

## Cover e Tribute band
| |                            |                                                                 |
| Logo dei ByrdBrains | Particolare della batteria | Particolare della chitarra Rickenbaker suonata da Iain McLennon |
| Uno dei gruppi tribute dei Byrds è quello degli ByrdBrain, formatisi a Portland, nell'Oregon. Il fondatore, Iain McLennon, suona una Rickenbacker a dodici corde 370RM griffata da McGuinn nel 1985 (per l'esattezza si tratta della novantottesima sulle mille prodotte di questo tipo di chitarra). (da sinistra: il logo dei ByrdBrains che richiama da vicino quello degli originali Byrds; particolare della batteria con stampigliato il logo della band; particolare dell'esclusivo modello di chitarra Rickenbacker suonata da Iain McLennon, leader del gruppo) |                            |                                                                 |

I Byrds – che nel 1965 ottennero il loro contratto con la Columbia Records grazie alla raccomandazione del musicista jazz Miles Davis, allora una delle stelle della casa discografica – al pari di altri gruppi pop, hanno collezionato un discreto numero di cover band e tribute band, specialmente negli Stati Uniti come ad esempio gli The Wheezetones, gruppo di Lincoln, Nebraska, specializzato in medley di standard americani e particolarmente abile nel ricostruire le sonorità e le vocalità del repertorio del gruppo originario. Questo è stato possibile essenzialmente grazie all'uso di una strumentazione analoga, inclusa la fondamentale chitarra elettrica a dodici corde, usata dal gruppo originario.
Altro esempio i ByrdBrains, complesso di Portland capace di riprodurre fedelmente – tanto nell'impasto sonoro delle chitarre Rickenbacker e Stratocaster quanto nel comparto vocale (con particolare riferimento al controcanto in falsetto) - le atmosfere tipiche del gruppo californiano, specialmente riguardo alla produzione discografica degli esordi.

## Discografia

### Album in studio
- 1965 - Mr. Tambourine Man
- 1965 - Turn! Turn! Turn!
- 1966 - Fifth Dimension
- 1967 - Younger Than Yesterday
- 1968 - The Notorious Byrd Brothers
- 1968 - Sweetheart of the Rodeo
- 1969 - Dr. Byrds & Mr. Hyde
- 1969 - Ballad of Easy Rider
- 1970 - (Untitled)
- 1971 - Byrdmaniax
- 1971 - Farther Along
- 1973 - Byrds

### Live
- 2000 - Live at the Fillmore - February 1969
- 2008 - Live at Royal Albert Hall 1971

### Raccolte
- 1967 - The Byrds' Greatest Hits
- 1969 - Preflyte
- 1971 - The Best of The Byrds: Greatest Hits, Volume II
- 1973 - History of the Byrds
- 1987 - Never Before
- 1988 - In the Beginning
- 2006 - There Is a season